# Brachysema praemorsum
Brachysema praemorsum là một loài thực vật có hoa trong họ Đậu. Loài này được Meissner mô tả khoa học đầu tiên.